# Пам'ятник Сталіну, Рузвельту і Черчиллю (Ялта)
Пам'ятник Сталіну, Рузвельту і Черчиллю

## Розташування
Пам'ятник знаходиться у сквері біля Лівадійського палацу, колишньої південної резиденції російських імператорів, розташований на березі Чорного моря у селищі Лівадія у Ялтинськім регіоні Криму за 3 км від міста Ялти.

## Історія створення

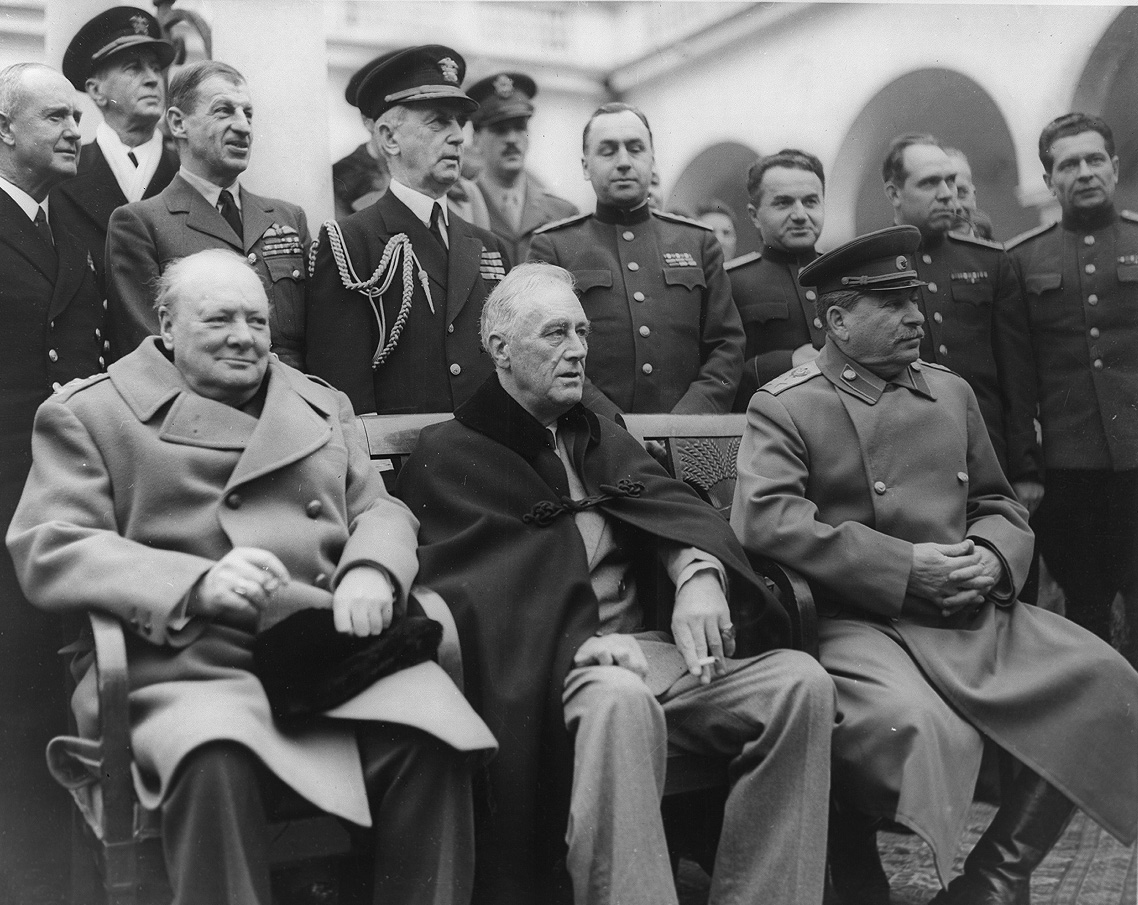
Черчилль, Рузвельт, Сталін у Ялте. Лютий 1945

З 4 по 11 лютого 1945 у Лівадійськім палаці відбулася Ялтинська конференція — друга по ліку (після Тегеранська конференція 1943 року) зустріч лідерів країн антигітлерівська коаліція — СРСР, США та Велика Британія — під час Другої світової війни, присвячена установленню післявоєнного світового порядку. Пам'яті даної події і присвячений пам'ятник.
Бронзова композиція — Пам'ятник Сталіну, Рузвельту і Черчиллю, вагомий при 10 тонн була створена російським скульптором Зурабом Церетелі у 2005 рокові у Москві. Його хотіли установити у Лівадії до 60-річчя Ялтинської конференції. Проти цієї ідеї виступили представники ряду українських політичних партій, які мали свої відділки у Криму, звинувачуючи Сталіна у геноциді українців, а також кримські татари, які звинуватили Сталіна у депортації кримсько-татарського народу. У 2005 році пам'ятник встановлений не був. У листопаді 2014 року монумент передали Криму.
З 4 по 5 лютого 2015 року у Криму проходила міжнародна наукова конференція «Ялта 1945: минуле, теперішнє, майбутнє», присвячена 70-річчю зустрічі лідерів країн антигітлерівській коаліції; по закінченні конференції, 5 лютого під звуки гімну Росії пам'ятник був урочисто відкритий. На відкритті пам'ятника виступив голова Державної думи Федерального збірки Російської Федерації шостого скликання Сергій Наришкін, котрий у своїй промові нагадав про те, що саме тут, у Лівадійському палаці, сімдесят років тому рішенням Сталіна, Рузвельта і Черчилля, завершувалася Друга світова війна і починався післявоєнний мир, зародилась нова система глобальної безпеки і глобальних ставлень. "Відкриття пам'ятнику — день пам'яті тій великій історичній події, яка відбулася тут 70 років тому. Це одночасно і ще одне попередження тим політикам і спекулянтам, котрі намагаються нахабно і цинічно перекрутити історію і Другої світової війни, і післявоєнного устрою миру, " — сказав Наришкін.
У той же час член Меджлісу кримськотатарського народу Абдураман Эгіз виступив проти «кощунственної» установки пам'ятника, котрий включати фігуру Йосифа Сталіна, винного у депортації кримських татар 1944 року. По заяві глави меджлісу Рефата Чубарова, пам'яток покликаний стати могильним каменем всім, хто підтримує входження Криму у склад Росії. Уповноважений президента України по справам кримськотатарського народу Мустафа Джемілєв назвав установку монумента провокацією. Журналіст Айдер Муждабаєв, кримський татар, прирівняв те що, сталося установці пам'ятнику Гітлеру в Ізраїль.